# Luhanka (Ukraine)
Luhanka (ukrainisch Луганка; russisch Луганка Luganka) ist ein Dorf im Osten der ukrainischen Oblast Kirowohrad mit 1180 Einwohnern (1. April 2013).

## Geographie
Das Dorf liegt am Fluss Luhanka im Rajon Oleksandrija 24 km südlich des ehemaligen Rajonzentrum Petrowe und 46 km nördlich des Stadtzentrums von Krywyj Rih.
Am 12. Juni 2020 wurde das Dorf ein Teil der neugegründeten Siedlungsgemeinde Petrowe, bis dahin bildete es zusammen mit dem Dorf Bratske (ukrainisch Братське) die gleichnamige Landratsgemeinde Luhanka (Луганська сільська рада/Luhanska silska rada) im Süden des Rajons Petrowe.
Am 17. Juli 2020 kam es im Zuge einer großen Rajonsreform zum Anschluss des Rajonsgebietes an den Rajon Oleksandrija.